# BSAT-3b
O BSAT-3b é um satélite de comunicação geoestacionário japonês construído pela Lockheed Martin (OSC) que está localizado na posição orbital de 110 graus de longitude leste e é operado pela Broadcasting Satellite System Corporation. O satélite foi baseado na plataforma A2100A e sua vida útil estimada é de 15 anos.

## História
Em abril de 2008, a Lockheed Martin foi escolhida pela Broadcasting Satellite System Corporation para construir o seu segundo satélite da terceira geração. Designado de BSAT-3b, o satélite de 1,8 kW de potência passou a fornecer serviços de transmissão direta para todo o Japão após o seu lançamento no último trimestre de 2010.

## Lançamento
O satélite foi lançado com sucesso ao espaço no dia 28 de outubro de 2010, às 21:51 UT, por meio de um veículo Ariane 5 ECA, lançado a partir do Centro Espacial de Kourou, na Guiana Francesa, juntamente com o satélite Eutelsat W3B. Ele tinha uma massa de lançamento de 2.060 kg.

## Capacidade e cobertura
O BSAT-3b está equipado com 12 transponders de banda Ku para prestação de serviços de transmissão direta em todo o Japão.